# 성남 FC의 역사
성남 FC(Seongnam Football Club)는 K리그1 7회 우승, FA컵 3회 우승, AFC 챔피언스리그 2회 우승, 아프로 아시안 클럽 챔피언십 우승 등 각종 대회에서 총 21회의 우승을 기록한, 대한민국 축구 역사에서 성공적인 구단 중 하나이다.
1989년 3월 18일, 통일그룹의 주도로 서울 강북 지역을 연고로 하는 일화 천마 프로축구단으로 창단되어 이후 1996년 충청남도 천안으로 옮겨갔으며, 2000년 경기도 성남으로 다시 옮겨 정착하였다.2013년, 창단 후 당시까지의 모기업 일화가 구단 운영에서 손을 뗀다는 사실이 보도되어 해체 또는 안산시로의 연고지 이전이 거론되었으나, 10월 20일 성남시에서 인수하여 시민구단으로 재창단했다.

### 일화 천마 프로축구단(1989–1995)

#### 창단
1975년, 문선명 통일그룹 총재는 축구단 창단을 구상한다. 이후 통일그룹은 1986년부터 공식적으로 프로축구단 창단 계획을 밝혔으며 그 당시 체육부가 1987년부터 8개팀의 프로리그를 실현시킨다는 방안을 검토할 무렵 충청도 연고 구단 물망에 올랐으나, 독실한 기독교 신자인 최순영 당시 대한축구협회 회장의 반대로 성사되지 못하였다. 그 후 1987년 11월 12일, 최순영 회장이 사퇴하고 이듬해 1월 27일 김우중 회장이 취임한 이후, 1988년 서울 올림픽 이후 창단이 추진되었다.
1988년 9월 20일, 한국프로축구위원회는 서울특별시 강북 지역을 연고지로 하는 '일화 천마 프로축구단'(이하 일화 천마)의 창단을 인가했다. 같은해 11월 1일 일화 천마는 서울캐피탈호텔에서 곽정환(당시 세계일보 사장)을 구단주로, 박종환을 감독으로 하여 공식 창단을 발표했다. 그 후 선수단을 모아 12월 4일부터 동계훈련을 실시한 일화 천마는 1989년 3월 18일에 쉐라톤 워커힐에서 창단식을 거행하고 정식출범했다.
일화 천마는 처음에는 당시 프로축구 붐조성을 위해 호남 연고 프로축구단으로 출범을 고려했으나, 호남 지역의 반대와 호남팀 창단의 가능성도 있기에 서울특별시를 연고지로 선택하였다.

#### 1989년

##### 89 한국프로축구대회
일화 천마는 창단 후 첫 시즌에서 고정운이 뛰어난 활약으로 신인상을 수상했으나, 리그 성적은 6승 21무 13패로 6팀 중 5위를 기록하며 부진한 모습을 보였다.
일화 천마가 세간의 주목을 끈 것은 신인 선수들을 앞세운 공격축구와 함께 박종환 감독이 벌인 심판과의 전쟁이었다. 1989년 5월 13일 동대문운동장에서 열린 유공 코끼리와의 경기에서 후반 20분 이도하 주심과 박희차랑 선심이 일화 천마의 득점을 선언했다가 번복하여 박종환 감독이 15분 간 오심에 항의하는 일이 있었다. 이 사건으로 박종환 감독은 대한축구협회 상벌위원회에게 엄중경고 처분을 받는다.
같은해 8월 15일 같은 장소에 열린 럭키금성 황소와의 경기에서는, 인저리타임에 동점골을 허용해 2-2로 비겼는데 박종환 감독을 위시한 일화 천마 스태프가 박경인 주심에게 거칠게 항의했다. 이 때 3,4천명의 축구팬이 이에 동조하여 경기장에 난입해 심판을 폭행하기까지 했다. 이 사건으로  대한축구협회 상벌위원회는 박종환 감독에게 엄중경고 이후 다시 물의를 일으켰다는 이유로 시즌 잔여게임 18경기 출장 정지, 박종인 주심에게는 경기진행의 공정성을 유지하지 못했다는 이유로 심판자격 박탈의 처분을 내렸다. 그러나 해당 징계가 형평성을 잃었다는 비난 보도가 있은 후, 동년 9월 2일 대한축구협회는 각각 8경기 출장 정지, 징계 철회로 징계 수위를 완화했다.
놀랍게도 대한축구협회의 징계 완화가 발표된 그 날, 동대문운동장에서 열린 포항제철 축구단과의 경기에서 전반 19분 임정식 주심이 일화 천마의 김용세에게 퇴장을 선언하자, 김용세는 주심에게 욕설을 퍼붓고 일화 천마의 원흥재 코치와 이장수 트레이너가 운동장에 난입해 주심에게 강력하게 항의했다. 그런 와중에 출장정지 징계가 적용 중인 박종환 감독은 그라운드로 난입해 주심을 발로 걷어찼다. 이에 일화 천마는 동년 동월 9일 구단 자체적으로 박종환 감독에게 3개월 자격정지 및 20% 감봉 처분을 내렸고, 대한축구협회 상벌위원회는 동년 동월 11일 원흥재 코치에게 벌금 100만 원, 이장수 트레이너에게 5경기 출장정지, 김용세에게는 2경기 출장정지와 벌금 50만 원을, 그리고 박종환 감독에게는 1년 출전정지 처분을 내렸다.

#### 1990년

##### 90 한국프로축구대회
1990년 당시 일화 천마의 스트라이커 김용세가 8월 18일 유공 코끼리와의 경기에서 프로축구 개인통산 첫 50골 고지에 오르기도 했지만, 팀은 7승 10무 13패로 리그 최하위 6위를 기록하였다.
'심판과의 전쟁'은 박종환 감독이 출장정지인 상태에서도 멈추지 않았다. 4월 22일 평택 공설운동장에서 열린 일화 천마와 유공 코끼리의 경기에서, 후반 23분 골 판정을 놓고 일화 천마 선수들이 거세게 항의하던 중 일화 천마의 문원근 선수가 최창선 심판을 폭행하는 사태가 일어났다. 경기가 10분간 중단된 후 재개되었지만, 경기가 끝난 후 관중들이 경기장에 난입해 심판을 폭행하는 일도 생겼다. 이 일로 대한축구협회 상벌위원회는 문원근 선수에게 무기한 출장정지, 거친 항의를 한 일화 천마 골키퍼 김영호에게는 경고조치를 내렸다. 또한 최창선 심판에게는 판정시비 발단의 책임을 물어 3개월 심판배정 정지 처분을 내렸다.

#### 1991년

##### 91 한국프로축구대회
일화 천마는 총 13승 11무 16패로 시즌 최종 5위를 기록했지만, 승수 만큼은 2위 현대 호랑이과 동률이었다. 이상윤이 15골을 기록하며 해당 시즌 득점왕 이기근(포항제철)을 1골 차로 바싹 따라붙었고, 고정운 또한 13골, 김이주도 8골을 기록하는 등 득점 10위 내에 다른 클럽보다 많은 3명의 이름을 올려놓을 정도였으나, 리그에서 제일 적은 무승부 수와 꼴지 LG와 같은 수의 최다 패배수가 발목을 잡았다.
1991년 11월 12일 구단주 곽정환이 통일그룹 재단 이사장이 되면서, 이틀 후 11월 14일 워싱턴 타임스 회장이었던 박보희가 새로 구단주에 취임했다.
클럽의 전설적인 선수 신태용이 우여곡절 끝에 입단한 해이기도 하다. 11월 19일 열린 92프로축구신인드래프트에서 일화 천마는 김정혁외 3명을 지명했으나, 그를 탐낸 대우 로얄즈가 자신들이 지명한 신태용과 이태홍을 1대2 맞트레이드 교환을 제시하고 일화 천마가 12월 3일 이를 받아들였기 때문이다.
시즌이 끝나고 일화 천마는 '제2의 창단'을 천명하며 프로축구팀 중 제일 먼저 춘천에 캠프를 차렸다. 팀의 주축이었던 김용세와 김영호가 은퇴를 선언했고, 김현석을 방출했다. 그리고 11월 30일, 고정운의 연봉을 50% 인상된 4천5백만 원으로 재계약한 것을 시작으로 평균 15.1%의 연봉 인상을 협의했다. 또한 루마니아 골키퍼 마르셀이 계약 만료로 떠났기에, 소련의 발레리 사리체프를 이적료 7천5백만 원, 연봉 3백15만 원에 계약한다.
더불어 일화 천마는 박종환 감독과도 12월 17일 기존 연봉 4천5백60만 원보다 13.1% 인상된 5천1백60만 원으로 재계약하여, 당시 프로축구사상 처음으로 연봉 5천만 원이 넘는 최고대우를 했다. 이미 1988년 창단 당시 계약 때부터 세후 금액으로 연봉을 협상하였기에, 세금과 판공비를 포함할 경우 8천만 원에 이르는 극진한 대접이었다.
경기장 밖에서는 서울의 지역 축구꿈나무 육성을 위해 일화 천마컵국교 축구대회를 창설해 서울지역 36개팀이 참가한 제1회 대회를 12월 2일부터 12월 6일까지 효창운동장에서 개최했다.

#### 1992년

##### 92 한국프로축구대회
일화 천마는 5월 2일 LG 치타스와의 6라운드 경기에서 패배를 기록하기 전까지 무패행진을 달렸다. 앞서 4월 25일 대우 로얄즈와의 경기에서는 2골을 기록한 이상윤과 신태용, 이태홍의 활약에 힘입어 4-0 대승을 거두며 대우 로얄즈를 상대로 703일만의 승리를 거두기도 했다. 발레리 사리체프는 6월 3일 대우 로얄즈와의 경기에서 1-1로 경기가 끝난 후 벌어진 승부차기에서 3개의 승부차기를 막아내 '신의손'이라는 별칭으로 보도되기도 했다.
판정시비는 92년에도 있었다. 7월 18일 울산에서 벌어진 현대 호랑이와의 경기에서 1-2로 뒤지다 후반 43분 하성준의 동점골을 심판이 노골 선언하자 항의 표시로 팀이 전원 퇴장한 것. 이에 심판은 일화 천마의 0-2 몰수패를 선언한다. 이에 일화 천마는 몰수패를 선언한 민배식 주심이 영구제명과 심판위원장 해임, 득점인정과 남은시간 재경기를 요구하며, 요구사항이 받아들여지지 않을 경우 남은 리그 경기와 아디다스컵 경기를 보이콧하겠다며 대한축구협회에 제소했다. 8월 22일 열린 대한축구협회 상벌위원회는 심판판정에 불복한 일화 천마에게 5백만 원의 벌금, 박종환 감독에게는 3경기 출장처분을 내렸다. 이에 일화 천마는 9월 5일부터 시작되는 후반기 리그에 불참하겠다는 강경한 대응을 발표했으나, 실제로 불참하지 않고 9월 2일 열린 아디다스컵 경기와 5일의 후반기 정규리그 첫 경기에 나섰다.
11월 14일 동대문운동장에서 열린 대우 로얄즈와의 경기 종료 직전 일화 천마 이종화의 골이 오프사이드로 인정되지 않자, 박종환 감독은 경기가 끝나고 판정에 항의하다가 대기심을 밀쳐버렸다. 이는 곧바로 관중 소요사태로 이어졌고 심판진은 경기장을 도망쳐나와야 했다. 이에 대한축구협회는 11월 16일 상벌위원회 긴급회의를 열어 박종환 감독에게 출장정지 1년과 벌금 1백만 원의 중징계를 내렸다가, 다음날의 상임이사회에서 출장정지 6개월과 벌금 1백만 원으로 징계내용을 바꾸었다.
더불어 일화 천마는 한국프로축구 출범 사상 처음으로 0점대 실점률을 기록하고 있던 발레리 사리체프의 귀화를 추진하기도 한다.
일화 천마는 10승 14무 6패로 시즌을 2위로 마무리했으며, 92 아디다스컵에서는 LG 치타스와의 챔피언결정전에서 1차전 2:2, 2차전 2:0승리를 거두며 창단 4년만에 첫 우승컵을 들어올렸다.
1992년 11월 30일 열린 1993 시즌 신인선수 드래프트에서 일화 천마는 박남열(대구대학교), 이기범(경북산업대학교), 박종찬(서울시립대학교), 박동우(국민대학교)를 선발한다.

##### 제 1회 아디다스컵
1992년 프로축구는 아디다스 제품을 생산하는 제우교역의 후원으로 리그컵인 아디다스컵을 도입한다. 프로축구 6개 구단이 참가하는 이 대회는 6월 3일부터 10월 28일까지 격주로 수요일에 벌어져 팀당 10경기(총 30경기)의 조별 경기 이후, 1위와 2위가 홈 앤 어웨이 방식으로 챔피언을 겨루는 방식이었다. 총 상금은 8천만 원이고, 특징적인 것은 정규시간 내 승리 시 승점 3점, 패배 시 0점이며 무승부 시 승부차기로 승패를 가리고 승부차기 후 승리와 패배는 각각 승점 1.5점과 1점을 부여하는 승점 방식이었다.
6월 3일, 동대문운동장에서 열린 대우 로얄스와의 첫 경기에서 선제골을 허용했으나 후반 7분 박두흥의 동점 헤딩골에 힘입어 1-1 무승부로 정규시간을 마친 일화 천마는 승부차기에서 발레리 사리체프가 3번이나 선방을 보여 승부차기 3-2승을 거두었다. 그 다음 현대 호랑이와의 경기에서도, 3라운드 LG와의 경기에서도 무승부 후 승부차기승을 거두고 4라운드에서는 포항제철 축구단에게 무승부 후 승부차기패를 기록하는 등, 컵대회 초반 4경기 연속 무승부를 기록했다.
그런데 아디다스컵과 92 한국프로축구대회의 후반기에 들어서자 일화 천마는 상승세를 보이며 10월 7일 경기에서는 경기 전 선두였던 유공 코끼리에게 2-1 승리를 거두며 단독 선두에 나선다. 그 후 곧바로 1위를 확정지으며 챔피언 결정전에 진출한 일화 천마는 LG 치타스를 상대로 1차전 2-2 무승부, 2차전 2-0 승리를 거두며 아디다스컵 초대 챔피언에 등극한다. 이는 클럽 역사상 첫 우승컵이다.
제 1회 아디다스컵 챔피언결정전
  승
  무
  패
| 챔피언결정전 1차전 1992년 11월 25일 | LG 치타스                        | 2–2 | 일화 천마               | 서울                 |  |  |
| 15:00 KST                           | 이영익 15′ · 이종화 58′ (자책골) |     | 이상윤 43′ · 김이주 78′ | 경기장: 동대문운동장 |  |  |
|                                     |                                  |     |                         |                      |  |  |

| 챔피언결정전 2차전 1992년 11월 28일 | 일화 천마               | 2–0 | LG 치타스 | 서울                 |  |  |
| 15:00 KST                           | 신태용 10′ · 이태홍 31′ |     |           | 경기장: 동대문운동장 |  |  |
|                                     |                         |     |           |                      |  |  |

#### 1993년

##### 93 한국프로축구대회
이전 시즌 포철 아톰즈에게 막판 추월을 허용해 우승컵을 내준 일화 천마는 93 한국프로축구대회 시작 직전인 1993년 3월 21일, 박종환 감독이 정몽준 대한축구협회장 취임에 따른 징계 사면이라는 좋은 뉴스를 맞이한다. 그러나 해당 시즌 처음 도입된 승부차기제에서 사리체프의 활약에도 불구하고 승부차기에서 승리를 거두지 못해 시즌 초반에는 불안한 모습을 보였다. 그러나 5월 8일 동대문운동장에서 열린 유공 코끼리와의 경기에서 0-0 무승부 후 승부차기에서 3대1로 승리해 리그 단독 선두에 올라선다.
일화 천마는 이후 7월 10일, 울산 현대 원정 경기에서 0-1 패배를 당할 때까지 12경기 연속 무패(5승 7무)를 기록하는 저력을 보여주었다.
그러나 얼마 후 7월 25일, 일화 천마는 동대문운동장에서 열린 대우 로얄즈와의 경기에서 0-0 무승부 후 승부차기에서 4-5로 패해 5승 8무 2패 승점 31점으로 포항제철에게 승점 1점차로 선두자리를 내주기에 이른다.
8월 8일에도 최하위 유공 코끼리에게 동대문운동장에서 1-2로 패하며 4게임 무승을 기록하며 하향세를 그리는 듯 싶었으나, 8월 14일 같은 장소에서 열린 당시 선두 울산 현대와의 경기에서 신태용의 결승골에 힘입어 1-0 승리를 거두며 리그 선두에 복귀한다. 이후 9월 11일 LG 치타스와의 경기에서 1-1 무승부 후 승부차기에서 2-4로 패할 때까지, 당시 프로축구 통산 최다 연승과 동률인 6연승을 기록하는 기염을 토했다.
결국 일화 천마는 9월 25일, 동대문운동장에서 열린 유공 코끼리와의 리그 27라운드 경기에서 2-2 무승부 후 승부차기에서 4-2로 승리를 거두어 리그 3경기를 남긴 상태에서 12승 11무 4패 64승점으로 창단 후 첫 리그 우승을 확정짓는다. 우승 확정 당시 2위였던 LG 치타스와의 승점 차이는 14점이었다.
이러한 일화 천마의 성공에 대해, 동아일보, 경향신문을 비롯한 언론에서는 당시 월드컵 국가대표팀 선수 발탁의 영향이 적었고, 과거 '벌떼축구'로 불리던 다득점 다실점 축구에서 실점을 최소화하는 '실리축구'로 전술이 변했기 때문으로 평했다.
그 후 일화 천마는 2연패를 기록했으나, 동대문운동장에서 열린 포항제철과의 리그 마지막 경기에서 3-1로 대승을 거두며 첫 프로축구리그 우승 시즌의 대미를 화려하게 장식했다.

##### 제 2회 아디다스컵
대한축구협회는 1993년 10월 12일 프로축구 6개구단 사무국장회의에서 제 2회 아디다스컵은 정규시간 내 무승부 시 골든골을 적용하여 연장전 30분을 진행하는 일명 '서든데스제'를 도입하기로 하였다.
정규리그 시즌이 끝나고 진행된 대회에서 전대회 우승팀인 일화 천마는 불안정한 모습을 보이며 포항 제철과 현대 호랑이의 우승 경쟁을 바라보다 2승 3패 승점 4점을 기록하며 5위로 대회를 마쳤다.

#### 1994년
시즌 시작 전, 일화 천마는 1994년 1월 4일부터 보름동안 강원도 동해와 삼척에서 겨울 국내 전지훈련을 가졌다. 이후 1월 20일부터 오스트레일리아 뉴사우스웨일스주에서 3주간의 전지 훈련을 가졌다. 호주에서 일화 천마는 2월 7일 파라마타 이글스를 상대로 한 경기에서 이상윤의 골에 힘입어 1-1 무승부를 기록한 후, 2월 9일 당시 오스트레일리아 NSL 챔피언이던 마르코니와 인터네셔널 챌린지 시리즈(International Challenge Series)라는 이름의 홈 앤 어웨이방식 대회 1차전을 벌여 김이주의 헤딩 결승골로 1-0 승리를 거두었다.
선수단 구성은 1월 4일 프로축구 신인드래프트에서 한정국을 영입한 것 이후 기존 선수들을 지키는 데 힘을 쏟았다. 93 한국프로축구대회 최우수선수인 이상윤과 연봉을 전년 대비 32.5% 증액한 5300만 원으로 재계약을 체결하고, 박종환 감독과는 계약기간 3년에 전년 대비 18% 증액한 연봉 7200만 원이라는 당시 국내최고대우로 재계약을 체결했다. 그 외에도 신태용과는 4500만 원(50% 증액), 주전 수비수 이종화와는 5000만 원(30% 증액),  안익수는 4300만 원(26% 증액), 그리고 고정운과는 5000만 원(동결)로 재계약을 체결하며 시즌을 준비했다.
또한 서울특별시 용산구 후암동에 위치해 있던 선수단 숙소를 경기도 용인군 이동면으로 옮기는 변화도 있었다. 숙소 근처에 3면의 잔디전용 연습장을 조성하는 등 더 좋은 연습환경을 갖추기 위해서였다.

##### 94 하이트배 코리안리그
일화 천마는 3월 27일 창원에서 열린 LG 치타스와의 개막전에서 박남열의 1골 1어시스트에 힘입어 2-1 승리를 거두었다. 그 후 일화 천마는 시즌 초반 6연승을 기록한 대우 로얄스의 독주를 추격하다가 막판 4연승을 기록하며 전기리그를 공동선두로 마쳤다. 전기리그 중에는 한 달동안 훈련에 불참한 후보 골키퍼 주용국을 임의탈퇴 처리하기도 했다.
1994년 FIFA 월드컵이 끝나고 7월 23일 시작된 후기리그 개막전에서는 동대문운동장에서 LG 치타스를 상대로 이상윤의 해트트릭을 포함한 6-2 대승을 거두며 쾌조의 출발을 보였다. 이후 10월 26일, 같은 경기장에서 현대 호랑이에게 1-2로 패배하기 전까지 14경기 무패행진을 달리며 우승 경쟁에서 단연 앞선 모습을 보였다. 이후 단 한 차례도 선두를 내주지 않다가 11월 12일, 목동운동장에서 벌어진 전북 버팔로와의 경기에서 신태용의 결승골에 힘입어 1-0 승리를 거두며 시즌 종료까지 1경기 남긴 상황에서 우승을 확정지었다. 이는 국내 프로축구사상 첫 리그 2연패였다.
발레리 사리체프는 100경기 연속출장,  고정운은 리그 MVP와 30-30 클럽 가입이라는 선수 개인 업적까지도 이루었다.
시즌이 끝나고 12월 3일 일화 천마는 전 선수단 상대 12박 13일 유럽4개국 여행을 우승 보너스로 마련했다.

##### 제 3회 아디다스컵
1994년 FIFA 월드컵 이전, 대한민국 축구 국가대표팀 선수들이 차출되는 기간인 5월 21일부터 6월 11일이라는 짧은 기간 동안 진행된 아디다스컵에서 초반 2승 2무를 거두며 선두에 올라섰으나, 그 후 연거푸 2경기를 패하며 4위를 기록했다.

##### 아시안 클럽 챔피언십 1994-95
일화 천마는 93 한국프로축구대회 우승팀 자격으로 아시안 클럽 챔피언십 1994-95에 참가했다. 1994년 9월 벌어진 동아시아 그룹 1라운드에서 말레이시아 리그 챔피언인 케다흐 FA를 상대로 홈에서 5-3승, 원정에서 5-1승으로 도합 10-4라는 대승을 기록한 일화 천마는 동년 10월 벌어진 2라운드에서도 인도네시아 우승팀 펠리타 자야를 상대로 자카르타에서 열린 1차전에서 1-0승, 강릉종합운동장에서 열린 2차전에서 4-1승을 거두며 동아시아 4강 풀리그(8강)에 진출했다.
1994년 11월 20일 창원종합운동장에서 열린 4강 풀리그 1차전에서 일화 천마는 J리그 챔피언 베르디 가와사키를 3-1로 꺾고, 이틀 후 같은 장소에서 열린 2차전에서 중국 축구 갑급 A리그 우승팀인 랴오닝 동야오에게 3-1 승리를 거두며 준결승에 진출했다. 조별 리그 마지막 경기인 태국 농민은행 FC와의 경기에서도 1-0 승리를 거두며 3전 전승을 기록한 일화 천마는 준결승이 열리는 1995년 초, 발목 수술 후 회복 중인 신태용과 경고 누적을 기록한 박남열이 출전하지 못하는 등 악재를 맞았다.
1995년 1월 27일 방콕국립경기장에서 열린 준결승전에서 일화 천마는 카타르의 알아라비에게 0-2으로 패하며 결승 진출이 좌절됐고, 이틀 후 같은 장소에서 열린 3,4위 전에서 우즈베키스탄의 네프치 페르가나에게 0-1로 패하며 최종순위 4위를 기록했다.

#### 1995년
일화 천마는 황연석을 신인 선수로 영입하고, 1995년 1월 10일 한국프로축구연맹이 대학수학능력시험탈락 선수들과 일부 실업 선수들을 상대로 한 신인드래프트에서 이리고등학교의 문성길을 선발했다. 또한 러시아 선수 겐나디를 영입해 수비진을 보강했다. 또한 고정운과는 연봉 1억 5천만 원에 6년차 재계약금 7천만 원이라는 당시 프로축구 최고 연봉으로 재계약을 맺었다.
1월초에는 강원도 삼척에서 아시안 클럽 챔피언십 1994-95를 대비한 전지훈련을 가지고, 월말에는 태국 방콕에서 열린 대회 결선 토너먼트에 참가했다.

##### 제 4회 아디다스컵
1995년 3월 25일부터 4월 22일까지 열리는 아디다스컵에서 일화 천마는 대우 로얄스에게 1-0 승리를 거두며 대회를 시작했다. 6경기가 열린 이 대회에서 일화 천마는 2승 4무로 2위를 차지했지만 부진한 득점으로 기대 이하의 성적을 거두었다.

##### 95 하이트배 코리안리그
1993년부터 1995년까지 정규 리그 3연패를 기록하였다. 특히 포항 아톰즈와의 1995년 챔피언 결정전은 지금도 K리그 역사에 길이 남는 명승부로 회자되고 있다. 1995년 12월 29일엔 아시안 클럽 챔피언십 우승을 차지했다.

### 천안 일화 천마 (1996–1999)
1996년, 일화 천마는 프로축구 완전연고제 확립을 위해, 서울특별시에서 나와야 했다. 새 연고지를 찾던 일화 천마는 천안오룡경기장을 축구전용구장으로 변환하고 천안시 백석동에 또다른 종합 스포츠센터를 지어주겠다던 천안시의 제안을 받아들여 천안으로의 이전을 결정했다. 또한 완전연고제 시행의 일환으로 클럽 이름도 천안일화 천마프로축구단(이하 천안일화)으로 변경하였다.
1997년 말까지, 천안일화는 기존의 성공을 이어가는 듯 보였다.  천안일화는 아시안 클럽 챔피언십 1996-97과 1997년 FA컵 결승까지 진출했다. 그러나 1998년부터 주축 선수가 다양한 이유로 빠져나가기 시작하자 클럽은 슬럼프에 빠지기 시작했다. 설상가상으로 K리그 외국인 골키퍼 제한 조치로 인해 일화의 전설적인 골키퍼 발레리 사리체프의 출전도 점점 줄어들게 되어 천안일화의 성적은 바닥으로 떨어질 수 밖에 없었다.
결국 천안일화는 1998 시즌과 1999 시즌 두 시즌 연속으로 리그 최하위를 기록하고 만다. 1999년 중반, 차경복감독이 자진사퇴를 고려할 정도였다.
경기 내용 뿐 아니라, 천안오룡경기장의 시설도 기대 이하였다. 1998년 8월 22일 천안일화와 전남 드래곤즈와의 경기는 1-1 무승부 이후 당시 K리그 규정에 따라 승부차기가 진행되었다. 그런데 승부차기가 5-5에 이른 시점에서, 주심은 더 이상의 정상적인 경기운행이 불가능하다고 판단하여 추첨을 통한 승부결정을 지시한다. 당시 천안오룡경기장에는 조명시설이 없었고, 오후 5시에 시작한 경기는 일몰시간 7시 10분이 넘도록 진행되었기 때문이었다. 천안일화는 추첨에서 당첨되어 이 경기에서 승리를 기록했다.
1999년 10월 13일 1999 K리그 정규리그 마지막 경기가 끝난 후, 천안일화 전 선수단은 시즌 후 휴가를 반납하고 3주 간 합숙훈련을 실시했다. 곧 1999년 11월 11일부터 시작될 FA컵에서 부진한 리그 성적을 만회해 보려는 선수들의 계획이었다. 그리고 시즌 처음으로 '일화 트로이카'인 신태용, 박남열 그리고 이상윤이 함께 경기할 수 있게 된 대회였다.
결국 천안일화는 1999년 11월 21일 제주종합경기장에서 열린 1999년 FA컵 결승에서 전북 현대 다이노스를 3-0으로 꺾고 우승을 차지했다.

### 성남 일화 천마 (2000–2013)

#### 왕조의 부활
1998년 8월 22일 포항 아톰즈와의 추첨을 통한 승부결정 이후, 천안일화 구단은 조명탑 시설이 없는 경기장 인프라, 시의 부족한 지원 등을 이유로 연고 이전을 검토한다고 밝혔다. 천안일화의 연고지 이전 계획이 대외로 알려지자 경기도의 성남시, 강원도 강릉시와 대구광역시는 유치 의사를 표명하였다. 한편 천안시는 이에 대해 천안오룡경기장을 대신할 신축 구장 천안종합운동장이 이미 1998년 12월에 기공을 하여 한창 공사중이며 2001년 완공이 되니 기다려달라고 요청하였으며, 거기에 덧붙여 다음 해 오룡경기장 조명탑 설치를 위한 예산을 편성한 상태라고 밝혔고, 천안일화 서포터즈인 일레븐 플러스 또한 연고지 이전 반대 활동을 펼쳤지만 천안일화는 연고지 이전을 강행하였고 1999년 12월 27일, 경기도 성남으로 연고지 이전을 확정지었다. 이 과정에서 성남의 일부 개신교 단체들은 천안일화의 모기업인 통일교 산하의 일화에 대해 반발하여 퇴출 운동을 전개하기도 했다.
성남으로 연고지 이전을 완료한 후 새 시즌 개막에 앞서 올림픽 대표 출신 김대의, 김현수와 재일교포 박강조를 영입하면서 대대적으로 선수단 리빌딩에 들어갔다. 이 결과 우승과는 인연이 없었으나, 대한화재컵 및 정규리그 3위, FA컵 및 아디다스컵 준우승으로 일약 우승 후보군에 들어갔다.
이듬해에 팀은 수원 삼성 블루윙즈로부터 공격수 사샤 드라쿨리치를 영입하면서 스트라이커 보강에 성공해 4번째 우승을 차지했고, 김도훈과 윤정환이 가세한 2003년까지 3연속 정규리그를 제패했다. 하지만 2004년에는 김대의, 김현수 등 주축선수들의 공백으로 정규리그 우승권에서 멀어졌고, 이 후 컵대회(삼성 하우젠컵과 AFC 챔피언스리그)에 집중했으나 알 이티하드와의 AFC 챔피언스리그 결승 1차전 원정 경기에서는 3:1로 승리를 거두어 결승 2차전 홈 경기에서 1골차로 져도 우승이 가능했음에도 불구하고 0-5로 참패를 당해 끝내 준우승에 그치고 K리그 3연패를 이끌었던 차경복 감독이 사임하였다.
2006년부터 지휘봉을 잡은 김학범 감독은 첫 시즌부터 우승컵을 따내며 막강한 전력을 뽐냈다. 리그 우승으로 2007 AFC 챔피언스리그 티켓을 획득한 성남은 조별 예선과 8강전을 무난하게 통과하였으나 4강에서 일본의 우라와 레드 다이아몬즈에 승부차기 끝에 패하였고 2007 K리그에서도 정규 리그 우승을 거머쥐었으나 6강 플레이오프를 뚫고 올라온 포항 스틸러스와의 챔피언 결정전에서 패하며 무관에 그치고 말았다. 2008 K리그에도 막강한 전력으로 상위권의 성적을 유지하며 정규 리그를 3위로 끝마쳤으나 플레이오프에서 전북 현대 모터스에 패하며 우승이 좌절되었다. 결국 김학범 감독이 사퇴하고 감독 대행으로 신태용이 선임되었다.

#### 신태용 체제 (2009–2012)
신태용 감독 대행 체제로 2009 K리그를 맞은 성남은 시즌 초반 좋지 않은 모습을 보이며 팬들의 걱정을 샀지만 리그 후반기에는 좋은 성적을 거두며 K리그 챔피언십에 4위로 안착하였다. K리그 챔피언십 첫 경기인 인천 유나이티드와의 경기에선 연장전 막판 김용대를 승부차기 키커로 기용하기 위해 골키퍼 정성룡이 필드 플레이어로 뛰는 해프닝이 벌어지는 끝에 승부차기로 인천을 꺾고, FC 서울을 꺾고 올라온 전남 드래곤즈와 맞대결하게 되었다. 이어진 전남과의 경기에선 전반전에 터진 몰리나의 결승골로 승리를 거둬 챔피언 결정전 티켓을 놓고 포항 스틸러스와 격돌하게 되었다. 2009시즌 홈 무패 기록을 가지고 있던 포항과의 원정 경기에서도 몰리나의 결승골로 승리를 거둬 정규 리그를 1위로 마친 전북 현대 모터스와 챔피언 결정전에서 격돌하게 되었다. 홈에서 벌어진 챔피언 결정전 1차전에선 0-0으로 무승부를 거뒀으나 원정에서 치러진 2차전에서는 3-1로 완패를 당해 우승은 좌절되었다. 한편, 2009년 K리그 챔피언십에선 관중석에서 무전기를 통해 선수들을 지휘했던 신태용 감독 대행의 '무전기 매직'이 화제가 되기도 하였다.
2010년 2월 신태용 감독 대행이 정식 감독으로 승진되었다. 시즌 초, 예산 감축으로 2009 시즌보다 팀의 여건이 더 안 좋아진 상황에서 AFC 챔피언스리그와 리그를 병행해야 하는 것에 대한 우려의 시각이 많았으나, 신인 선수들이 기존 선수들의 공백을 잘 메꿔주고 신태용 감독의 지도력이 빛을 발하며 ACL 조별 예선을 1위로 통과하고 리그에서도 꾸준한 상위권의 성적을 내어 주변의 우려를 불식시켰다. ACL 16강에서 감바 오사카를 만난 성남은 3-0으로 대승을 거두며 8강전에 진출하였으며, 8강과 4강에서 각각 수원과 알 샤바브를 격침시키며 결승에 진출하였다. 결승전에서는 뛰어난 수비력을 바탕으로 강팀들을 꺾고 이변을 일으키며 결승전까지 올라온 이란의 조브 아한을 만났다. 제난 라돈치치, 전광진, 홍철이 결승전에 결장하게 된 가운데 어려운 경기가 예상되었으나 주장인 사샤 오그네노브스키가 이른 시간 선제골을 만들어내어 경기를 쉽게 풀어나가 최종 스코어 3-1로 경기를 마쳐 AFC 챔피언스리그 개편 이후 첫 우승을 차지하였다. 2010년 FIFA 클럽 월드컵 출전권을 얻어내었으며 선제골을 넣은 사샤는 대회 MVP로 선정되었다. 클럽 월드컵에 출전한 성남 일화 천마는 준준결승전에서 알와흐다를 4-1로 격파하고 준결승전에 올랐다. 준결승전에서 만난 팀은 UEFA 챔피언스리그를 제패한 인테르나치오날레 밀라노였다. 이 경기에서 성남 일화 천마는 3분 만에 데얀 스탄코비치에게 골을 내주며 불안한 출발을 했고, 결국 0-3으로 패배하여 결승전 진출에 실패하였다. 이어진 인테르나시오나우와의 3, 4위전에서도 2-4로 패하며 4위에 머물고 말았다.
2011 시즌을 앞두고 지속되던 재정난으로 인해 이적 시장에서 정성룡, 최성국, 마우리시오 몰리나, 조병국 등 주전급 선수들이 팀을 떠났다. 반면 들어온 선수는 수원에서 데려온 하강진, 남궁웅과 강원에서 데려온 정산 단 3명에 불과했다. 전반기에는 15위까지 내려가며 위기에 빠졌지만 후반기에 라돈치치가 부상에서 복귀하였고, 강원의 미드필더 이창훈과 브라질 U-20 국가대표로 뛴 경험이 있는 에벨찡요를 영입하였다. 또, 9월에 상무에서 제대하여 복귀한 김정우의 합류로 반등을 노렸다. 그 결과 후반기에 상승세를 탔으며, 결승전에 진출한 FA컵에서는 수원 삼성 블루윙즈를 꺾고 우승을 차지하였다. 정규 리그 최종 경기에서 포항 스틸러스에게 패배하며 정규 리그를 10위로 마감했다. 시즌을 마치고 경남 FC에서 윤빛가람을 영입하였으나 본인의 의사와 관계없는 이적 논란을 일으켰고, 결국 윤빛가람은 슬럼프만 겪은 채 이후 2013년 제주 유나이티드로 떠나게 된다.
2012년에는 AFC 챔피언스리그 조별 리그 1위로 16강에 진출하여 다시 한 번 아시아의 정상을 노렸으나 2012년 5월 29일, 16강에서 만난 부뇨드코르에 PK 결승골을 내줘 1-0으로 패하고 말았다. 이는 성남의 ACL 홈경기 첫패였다. 이후 부진을 겪으며 16개 팀중 11위를 기록하여 상위 스플릿 진출에 실패하였다. 스플릿 이후 상주전 기권승을 제외하면 광주 원정 경기에서만 승리를 거두었으며, 2012년 11월 17일 홈에서 열린 광주전에서는 전반에만 3골을 넣어 앞섰지만 전반 종료 직전 2골, 후반에 2골을 내주며 3-4로 역전패를 당하기도 하였다. 이러한 부진으로 인해 다음 경기인 2012년 11월 21일에는 서포터즈 황기청년단이 '위대한 성남은 죽었다'를 외쳤고, 대구와의 경기에선 0-2로 패한 이후 골키퍼 하강진과 서포터즈가 다툼을 벌이기도 하였다. 리그 최종전에서 12위 자리를 지키며 1부 리그에 잔류를 확정지었다. 시즌이 종료 후 신태용 감독은 사의를 표명하고 자리에서 물러났다. 후임으로는 부산 아이파크의 감독이자, 일화 천마 선수 출신의 안익수가 선임되었다.

#### 천마는 걸음을 멈추었다 (2013)
2012년 9월, 구단주였던 문선명이 사망한 후, 구단을 넘겨받은 문국진은 축구단 운영에 관심이 없었기 때문에 구단의 존망이 수면 위로 떠오르게 되었다. 실제로 문선명 사망 이후 같은 통일교 산하의 피스컵조직위원회와 충남 일화 천마가 해체되었으며, 성남도 운영비를 3분의 1 수준으로 줄여버렸기 때문에 이는 곧 해체를 뜻하는 것이 아니냐는 여론이 지배적이었다. 이에 성남시에서는 성남 일화를 시민구단화하는 작업을 연구 용역을 통하여 검토하고 있었다. 그러던 와중에 안산시에서 축구단을 인수하며 연고 이전을 시도하려 했다. 복잡한 사정 속에서 성남의 성적은 하위권으로, 마지막을 맞았다.

### 성남 FC로 새출발 (2013.10–현재)

#### 박종환, 이상윤 체제 (2014)
그러자 '성남 연고 사수' 여론이 급속 확산되어 지지부진하던 성남 일화와 성남시 간의 인수협상이 물살을 탔고, 결국 2013년 10월 2일 이재명 성남시장이 일화 축구단 인수 및 시민구단화를 발표했다. 시민구단으로 전환되면서 구단의 상징이었던 천마가 성남시의 시조인 까치로 변경되었고, 전통적인 노란색 유니폼도 검은색 계열로 바뀌게 되었다.
2013 시즌을 마치고 안익수 감독이 경질되고, 후임으로는 박종환이 선임되었다. 시민구단 전환 이후 초반에는 9경기에서 단 3득점만을 성공하여 골 가뭄에 시달렸다. 그리고 부임한 지 불과 4개월 만에 박종환 감독이 선수 폭행 사건에 연루되어 2014년 4월 22일 자진 사퇴하였다. 이후 수석 코치 직책을 맡고 있던 이상윤이 감독 대행으로 부임하였다. 이후 4월 30일에 홈에서 펼쳐진 대구 FC와의 FA컵 32강전에서 황의조의 결승골로 1-0 승리를 거두었는데, 이는 울산 원정에서 김철호의 득점 이후 3주 만의 득점이었다. 이후 8경기 연속 무패행진을 달리고 있던 포항 스틸러스를 3-1로 대파하는 등 득점력이 상승했다. 그러나 월드컵 휴식기 이후 경남과의 홈 경기에서 승리를 거둔 것을 제외하면 수비가 급격히 무너지며 8월 9일 홈에서 열린 전북 현대 모터스에 0-3, 8월 17일 홈에서 열린 부산 아이파크에 2-4로 대패를 당하는 등 부진한 모습을 보이며 강등권까지 추락하고 말았다. FA컵에서 16강 상대는 당시 K리그 챌린지 소속이었던 광주 FC였는데, 2대 1로 역전승을 거두었지만 2부리그팀을 상대로 필드골을 허용하여 연장전까지 치렀으며,8강전 상대인 영남대학교를 상대로 2-1로 승리했지만 대학팀을 상대로 필드골을 허용하기도 하였다. 이후 8월 26일 이상윤 감독 대행이 성적 부진을 이유로 경질되었다.

#### 학범슨의 컴백 (2014-2016)
이후 코치였던 이영진이 새로운 감독 대행으로 선임되어 한 경기를 치렀으며, 곧이어 2014년 9월 6일 팀의 전 감독이었던 김학범이 팀의 정식 감독으로 선임되어 6년 만에 팀에 복귀하게 되었다. 그리고 약 2개월 만인 11월 23일 FA컵 결승전에서 상대팀인 FC 서울을 승부차기 끝에 4-2로 꺾으면서 구단 역사상 3번째 FA컵 트로피를 손에 쥠과 동시에 2004년 9월 이후 서울월드컵경기장에서 승리가 없던 상암 징크스를 깨는 데 성공하였다. 이로써 시민구단 최초로 AFC 챔피언스리그 진출 자격을 얻게되었다. 그 후 마지막 2경기에서, 경남 FC가 2연패 당하는 동시에 2부리그 강등이 현실화될 우려가 있었던 성남이 인천과의 원정 경기에서 1-0으로 승리를 거두었으며, 최종전인 11월 29일 홈에서 2014 시즌 한번도 이기지 못한 부산 아이파크를 상대로 1-0으로 승리를 거둬 2연승을 거두며 잔류에 성공하였다.
2015 시즌에는 남준재, 박태민, 브라질 출신 외국인 선수 3인방, 일화 시절 에이스였던 김두현을 영입하며 전력을 강화하였다. 이후 시즌 첫 경기로 열린 2015 AFC 챔피언스리그 조별 예선 1라운드에서 부리람에 패배했으나 2라운드에서 J리그 챔피언 감바 오사카에게 승리를 거두며 시민 구단 최초의 챔피언스리그 승리를 기록했다. 정규 리그 개막전에선 전북에 2-0으로 패하였고 이후 3라운드까지 승리를 거두지 못하였다. 하지만 대전월드컵경기장에서 열린 대전과의 리그 4라운드 경기에선 아드리아누에게 선제 실점하고도 황의조의 1골과 김두현의 해트트릭에 힘입어 4-1로 대역전승을 거두며 첫 승을 챙겼다. 4월 22일 AFC 챔피언스리그 조별 예선 5라운드에서 부리람을 상대로 2-1 승리를 거두며 챔피언스리그 16강전에 진출하였다. 16강에선 강호 광저우 헝다를 만나 홈 1차전에서 2-1 승리를 거두었으나 2차전에서 2-0으로 패배하여 원정 다득점 원칙에 의해 탈락하였다. 하지만 리그에서 좋은 모습을 이어갔고 8월 30일에 열린 29라운드 홈 전북전에서 석패하기 전까지 11연속 무패 행진(3연승 포함 7승 4무)을 기록하며 순위를 3위까지 끌어올렸다. 그리고 9월 23일에는 상암월드컵경기장에서 열린 FC 서울과의 원정 경기에서 1대0으로 승리를 거두어 11년 만의 서울 원정 승리를 거두었으며 동시에 상위스플릿 진출을 확정지었다. 이후 리그 5위로 2015 시즌을 마무리하였다.
2016 시즌을 앞두고 11년간 성남에서 활약한 김철호가 태국 촌부리로 이적하였지만 황진성, 조재철, 최호정, 티아고 등을 영입하며 전력을 보강하였다.
그리고, 성남은 그동안 주전 수비수로 활약한 윤영선이 상무에 입대하였고, 전상욱이 투병 생활로 인하여 팀을 떠났지만, 여름 이적시장을 통해 K리그 챌린지에서 활약한 측면 수비수 이후권과 카타르리그에서 활약했던 수비수 이용을 데려왔다. 그 후, 최근에는 2015 시즌을 끝으로 현역에 입대했던 골키퍼 박준혁이 2016년 7월 8일에 개인사로 인하여 조기전역 후, 성남에 돌아왔고, 그 동안 성남은 김동준의 올림픽 차출, 전상욱의 투병 등으로 인한 골키퍼 문제를 해결하게 되었다. 같은 해 8월 16일 피파온라인 프로게이머인 김정민을 영입하면서 국내 프로구단중 최초로 E스포츠에 참가하게 됐다.

#### 총체적 난국, 그리고 강등
하지만 시즌 중반 팀의 주축 공격수 티아고의 유출과 더불어 주전 선수들의 대거 부상 등으로 어려움을 겪었고, 9월 12일, 성남은 김학범 감독이 성적 부진을 이유로 자진 사퇴하였으며 김학범 감독을 보좌하던 코치들도 물러난다고 공식 발표하였다. 공석이 된 감독 자리에는 U-18 팀을 이끌고 있던 구상범 감독이 대행직으로 부임하여 맡아 남은 시즌에 팀을 이끌기로 하였으며, 성남의 U-15 팀과 U-12 팀을 이끌고 있던 변성환, 남궁도 감독도 1군 팀 코치로 합류하였다. 하지만 성남은 8경기 연속 무승 등의 부진을 거듭하며 끝내 상위 스플릿 A 진입에 실패하였고, 포항 스틸러스와의 리그 마지막 경기서 패하며 리그 11위로 추락, 강원 FC와의 승강 플레이오프를 치르게 되면서 강등 위기까지 겪게되었다. 결국 구상범은 11월 5일 포항과의 최종전 이후 건강상의 문제로 하차하여 원래의 유소년팀 감독으로 복직하기로 잠정 결정되었고, 변성환 코치가 임시로 벤치에 앉아 강원과의 승강 플레이오프를 지휘하게 되었다. 강릉종합운동장에서 열린 1차전에서는 0:0으로 비겼고, 탄천종합운동장에서 열린 2차전서는 1:1로 비겼으나, 원정다득점원칙에 의해 2부리그인 K리그 챌린지로 강등되었다.

#### K리그 챌린지
2017시즌을 앞두고 제주 유나이티드 감독 출신인 박경훈 전력강화위원장을 신임 감독으로 선임하였고 리그 4위로 플레이오프에 진출했으나 아산무궁화에 1대0으로 패배하고 다음 시즌을 기약하게 된다.

## 같이 보기
- 성남 FC
- 대한민국의 축구